# Tarmo Rüütli
Tarmo Rüütli (* 11. August 1954 in Viljandi) ist ein ehemaliger estnischer Fußballspieler und heutiger Fußballtrainer.

## Karriere
Als Spieler gewann Rüütli mit Pärnu Kalakombinaat/MEK 1985 die estnische Meisterschaft. Als Trainer führte er Levadia Tallinn zu drei Meistriliiga-Titeln und drei estnischen Pokalen sowie den FC Flora Tallinn zu einem estnischen Pokal und einem estnischen Supercup. Rüütli war zweimal Trainer der estnischen Nationalmannschaft, von 1999 bis 2000 und von 2008 bis 2013. Er führte die Mannschaft im Jahr 2012 auf Platz 47 der FIFA-Weltrangliste, das bis heute höchste Ranking in der Geschichte Estlands und erreichte die Qualifikations-Play-offs zur UEFA Euro 2012. Aktuell ist er Trainer des estnischen Drittligavereins JK Retro.

## Erfolge

### Spieler
Pärnu Kalakombinaat/MEK
- Meistriliiga: 1985

### Trainer
FC Levadia Tallinn
- Meistriliiga: 2004, 2006, 2007
- Estnischer Fußballpokal: 2003/04, 2004/05, 2006/07

FC Flora Tallinn
- Estnischer Fußballpokal: 2008/09
- Estnischer Fußball-Supercup: 2009

Individuell
- Estlands Trainer des Jahres: 2011
- Orden des weißen Sterns: 2011